# Xã Wells Bayou, Quận Lincoln, Arkansas
Xã Wells Bayou (tiếng Anh: Wells Bayou Township) là một xã thuộc quận Lincoln, tiểu bang Arkansas, Hoa Kỳ. Năm 2010, dân số của xã này là 437 người.